# António Teófilo de Araújo
António Teófilo de Araújo ComC • ComNSC (5 de Março de 1804 – 4 de Agosto de 1879), 1.º Visconde dos Olivais, foi um político português.

## Família
Filho de Francisco José de Araújo (Póvoa de Lanhoso, Lanhoso, 6 de Abril de 1756 – Lisboa, Benfica, 18 de Junho de 1844), Tesoureiro da Bula da Cruzada na Arquidiocese de Braga, e de sua mulher (Lisboa, Benfica, 8 de Outubro de 1791) Mariana Rosa do Carmo Lopes (Lisboa, Benfica, 27 de Agosto de 1775 – Lisboa, Madalena, 31 de Janeiro de 1855), e neto materno de Filipe Lopes (bap. Mafra, Cheleiros, 25 de Setembro de 1718 – Lisboa, Benfica, 28 de Maio de 1795), Negociante, e de sua mulher Maria Brígida (bap. Odivelas, Odivelas, 27 de Fevereiro de 1735 – Lisboa, Benfica, 5 de Janeiro de 1792). Era irmão mais novo de Maria Emília de Araújo (1798–1884), solteira e sem geração, de Francisco José de Araújo (1799–1844), solteiro e sem geração, de Joaquim José de Araújo (Lisboa, São Nicolau, 26 de Abril de 1800 – Lisboa, Sacramento, 23 de Janeiro de 1867), Comendador da Ordem Militar de Cristo e Cavaleiro da Ordem Nacional da Legião de Honra de França, casado em Lisboa, São José, 2 de Abril de 1823 com Henriqueta Leonor Gomes Morão (Lisboa, Encarnação, 12 de Março de 1804 – Barreiro, Barreiro, na sua Quinta da Verderena, 23 de Abril de 1882), que foi a Fundadora do Asilo D. Pedro V, no Barreiro, com geração. Era irmão mais velho de João Francisco de Araújo, casado com Clotilde da Veiga, com geração, e de Florinda Rosa do Carmo de Araújo, casada com Joaquim Pereira Guimarães, com geração.

## Biografia
Foi Fidalgo Cavaleiro da Casa Real e Moço Fidalgo da Casa Real com exercício no Paço, Comendador da Ordem Militar de Cristo, Comendador da Ordem de Nossa Senhora da Conceição de Vila Viçosa, Par do Reino, etc.
O título de 1.º Visconde dos Olivais foi-lhe concedido, em duas vidas, por Decreto de D. Luís I de Portugal de 22 de Março de 1864. Foram-lhe concedidas Armas por Carta de D. Luís I de Portugal de 30 de Julho de 1864: de Araújo; timbre: de Araújo; diferença: uma brica de prata com um farpão de ?.

## Casamento
Casou com a benemérita Maria Rosa da Veiga (Macau, 1823 – 25 de Junho de 1892), filha do opulentíssimo negociante de Macau José Joaquim Ferreira da Veiga e de sua mulher Rosa Joaquina de Paiva, e irmã do 1.º Visconde de Arneiro, sem geração.
Esta senhora distinguiu-se pelo uso filantrópico e caritativo que fez da sua grande fortuna, dirigindo primeiro, com a maior dedicação, o Asilo da Lapa, e fundando depois, a expensas suas, o Asilo para crianças pobres nos Olivais, então subúrbio de Lisboa, onde não existia nenhum estabelecimento quer de educação, quer de beneficência. Foi inaugurado a 24 de Maio de 1896. Além da compra, adaptação e instalação do referido Instituto, que saíram do bolso da Fundadora, consagrava diariamente esta senhora uma grande parte do seu tempo a esse estabelecimento de caridade e, no seu Testamento, legou-lhe avultada quantia para garantir o seu prosseguimento.